# آندرئا بوزیچ
آندرئا بوزیچ (ایتالیایی: Andrea Bosic؛ ۱۵ اوت ۱۹۱۹ – ۸ ژانویهٔ ۲۰۱۲) با نام اصلی ایگناتسیو آندری بوژیچ (اسلوونیایی: Ignazio Andrej Božič) یک بازیگر اسلوونی‌تبار اهل ایتالیا بود.
از فیلم‌هایی که وی در آن نقش داشته‌است، می‌توان به نوبت توست که بمیری، در آخرین لحظه، اولیس، ال گرکو، دو شب با کلئوپاترا، بکش یا بمیر و یورش بزرگ اشاره کرد.